# Петришин Вальтер Володимир
Вальтер Володимир (Володимир Васильович) Петришин (22 січня 1929, Львів — 21 березня 2020) — американський математик українського походження. Фахівець в області нелінійного функціонального аналізу, топологічних інваріантів, обчислювальних методів розв'язання операторних рівнянь.

## Біографія
Народився в 1929 році в Львові (Україна). У роки Другої світової війни навчався в школі спочатку в Львові, а пізніше, як вимушений переселенець, в Німеччині. Чоловік художниці Аркадії Оленської-Петришин.
У 1950 році переїхав з Німеччини до США, жив у місті Патерсон, штат Нью-Джерсі. Навчався в Колумбійському університеті. Отримав ступінь доктора філософії в 1961 році, тема дисертації: «Linear Transformations Between Hilbert Spaces and the Application of the Theory to Linear Partial Differential Equations».
З 1964 року викладав математику в Чиказькому університеті. У 1967 році став професором Ратгерського університету і працював там до виходу у відставку в 1996 році.
Основні наукові результати відносяться до функціонального аналізу. Займався розробкою ітераційних і проєкційних методів побудови розв'язків лінійних і нелінійних операторних і диференціальних рівнянь. Дав узагальнення методу послідовної верхньої релаксації на нескінченновимірний випадок. Довів ряд теорем про нерухомі точки. Розвивав теорію топологічного індексу для багатозначних відображень.
Автор понад 100 наукових праць і декількох монографій. Член Американського математичного товариства з 2012 р.

## Монографії
- Petryshyn W. V. Generalized topological degree and semilinear equations. — Cambridge University Press, Cambridge, 1995, 240 pp. — ISBN 0-521-44474-8.
- Petryshyn W. V. Approximation-solvability of nonlinear functional and differential equations. — N.-Y.: Marcel Dekker, 1992. — 395 pp. — ISBN 0-8247-8793-5.
- Petryshyn W. V. On the eigenvalue problem Tu - λSu = 0 with life and nonsymmetric operators T and S. — London: Royal Soc. Ser. A., 1968.

## Статті в наукових журналах
- Fitzpatrick P. M., Petryshyn W. V. Fixed point теореми for multivalued noncompact acyclic mappings // Pacific Journal of Mathematics, 54:2, 1974.
- Petryshyn W. V. The generalized over-relaxation method for the approximate solution of operator equations in Hilbert-space // SIAM J. — 1962. — V. 10, № 4.
- Petryshyn W. On the extrapolated Jacobi or simultaneous displacements method in the solution of matrix operator and equations // Math. Comput. — 1965. — V. 19, № 89.